# إيس فينتورا (مسلسل)
إيس فينتورا (بالإنجليزية: Ace Ventura: Pet Detective)‏ هو مسلسل رسوم متحركة أمريكي مقتبس من فيلم إيس فانتورا: محقق الحيوانات الأليفة ومن إنتاج شركة مورغان كريك للإنتاج ونيلفين. عرض المسلسل لأول مرة في 9 ديسمبر 1995 واستمر حتى 30 يناير 2000. تمت دبلجة المسلسل للغة العربية بواسطة مركز الزهرة وتم عرض المسلسل على قناة سبيس تون.

## الممثلون
- رأفت بازو - إيس فينتورا.

## روابط خارجية
- إيس فينتورا على موقع IMDb (الإنجليزية)
- إيس فينتورا على موقع ميتاكريتيك (الإنجليزية)
- إيس فينتورا على موقع كينوبويسك (الروسية)
- إيس فينتورا على موقع ألو سيني (الفرنسية)
- إيس فينتورا على موقع قاعدة بيانات الفيلم (الإنجليزية)
- قالب:Epguides